# 飯田孝男
飯田 孝男（はんだ たかお、1945年6月25日 - ）は、日本の俳優。
大分県出身。身長165cm、体重48kg。

## 出演

### 映画
- グループ魂のでんきまむし（1999年）
- 流★星（1999年）
- 波（2001年）
- 突入せよ! あさま山荘事件（2002年） - 千石 役
- 金融破壊ニッポ“桃源郷の人々”（2003年）
- ナインソウルズ（2003年）
- よいこのでか（2003年） - 主演
- HAHAHA!FILMS 依頼（2004年） - ゲンさん 役
- ラブドガン（2004年） - 鼠 役
- ホールドアップダウン（2005年）
- ちゃんこ（2005年）
- あおげば尊し（2006年）
- イヌゴエ（2006年） - 芹澤直喜の父 役
- Imprint（2006年）
- ユビサキから世界を（2006年） - 幸吉 役
- 地下鉄に乗って（2006年）
- 太陽の傷（2006年）
- ユメ十夜『第六夜』（2007年） - 見物人 役
- となり町戦争（2007年） - 前田善朗 役
- カインの末裔（2007年） - 大森 役
- 全然大丈夫（2008年） - 清掃員 役
- トミカヒーロー レスキューフォース 爆裂MOVIE マッハトレインをレスキューせよ!（2008年）
- ソラニン（2010年）
- ノルウェイの森（2010年） - 緑の父 役
- 裁判長!ここは懲役4年でどうすか （2010年11月6日公開、豊島圭介監督） - 宮武被告 役

### テレビ
- 24人の加藤あい 「P 25人の加藤あい」（2001年、TBS） - 司令官 役
- SMAP×SMAP特別編 Smap Short Films「治療」（2001年、関西テレビ） - ボブサマーズ 役
- 世にも奇妙な物語 「マンホール」（2002年、フジテレビ） - ネズミ裁判長 役
- 相棒 第7話（2004年、テレビ朝日） - 知念信夫 役
- アウトリミット（2005年、WOWOW）
- 魔弾戦記リュウケンドー（2006年、テレビ東京） - Dr.ウォーム 役
- 真夜中のマーチ（2007年、WOWOW）
- 死化粧師 エンバーマー 間宮心十郎 第6話（2007年、テレビ東京） - 小野功 役
- 世にも奇妙な物語 「呪い裁判」（2009年、フジテレビ）
- 龍馬伝 第7話（2010年、NHK）
- 七人の敵がいる! 〜ママたちのPTA奮闘記〜（2012年、東海テレビ） - 片岡 役
- 梅ちゃん先生（2012年、NHK） - 病院の患者 役
- リーガル・ハイ（2012年、フジテレビ）
- 終電バイバイ 第7話（2013年、TBS） - 加持 役
- タンクトップファイター 第5話（2013年、TBS） - 豊岡一彦 役
- ホワイト・ラボ〜警視庁特別科学捜査班〜 第3話（2014年、TBS） - 重田富雄
- 相棒（2015年） - 堀内猛
- とと姉ちゃん（2016年上半期） - 屋台店主 役
- 『I am…』23歳たち「打ち明けられない私の恋人」（2024年1月26日配信、FOD / 2月19日〈予定〉、フジテレビ）[1][2][3]

### CM
- 東京綜合信用・トーソーシン（1996年）
- 日清・カップヌードル（1996年）
- ホームラン軒（1997年）
- セガ・人生は退屈だ（1998年）
- 日清・カップヌードル（2000年）- ナレーション
- CAT'S（2001年）
- サントリー・スーパーチューハイ（2001年）- ナレーション
- NOVA（2001年）
- タカノフーズ・おかめ納豆（2001年）
- カブドットコム（2002年）
- KDDI（2002年 - 2003年）
- 富士急ハイランド（2002年 - 2006年）
- コンコルド（2003年）
- ロッテ・アーモンドクリスプ（2003年）
- シャープ・AQUOS（2003年）
- ブラックジャック番組宣伝（2004年）
- カルビー・堅あげポテト（2004年）
- NINTENDO DS・押忍!闘え!応援団（2005年）
- アイムス・複数飼い猫用（2006年）
- 衛星劇場15周年記念（2007年）
- ソフトバンク 白戸家「兄フラれる」篇（2008年）

### WEBムービー
- のんたのしっぽ（2006年）

### PV
- Mr.Children くるみ（2003年）
- kannivalism モノクローム（2007年）
- MONKEY MAJIK Headlight（2011年）

### 舞台
- 蛙茶楽花四谷怪談
- 狂人日記
- 獨々逸イデオロギー

### ビデオ
- 有頂天 ベジタリズム(1986年)

### ＭＶ
- King Gnu SPECIALZ(2023年)